# Brit Awards 2003
23 ceremonia rozdania BRIT Awards, prestiżowych nagród wręczanych przez Brytyjski Przemysł Fonograficzny odbyła się 20 lutego 2003 roku. Wydarzenie to miało miejsce po raz szósty w Earls Court w Londynie w Wielkiej Brytanii.

## Nominacje i zwycięzcy
| Brytyjski album roku | Utwór roku |
| --- | --- |
| - Coldplay – A Rush of Blood to the Head - Ms Dynamite – A Little Deeper - The Coral – The Coral - The Streets – Original Pirate Material - Sugababes – Angels with Dirty Faces | - Liberty X – "Just a Little" - Atomic Kitten – "The Tide Is High" - Gareth Gates – "Anyone of Us (Stupid Mistake)" - Gareth Gates – "Unchained Melody" - Will Young – "Anything Is Possible" |
| Najlepszy brytyjski artysta | Najlepsza brytyjska artystka |
| - Robbie Williams - Badly Drawn Boy - Craig David - David Gray - The Streets | - Ms Dynamite - Sophie Ellis-Bextor - Beverley Knight - Alison Moyet - Beth Orton |
| Najlepsza brytyjska grupa | Najlepszy przełomowy wykonawca |
| - Coldplay - Blue - Doves - Sugababes - Oasis | - Will Young - Liberty X - Ms Dynamite - The Coral - The Streets |
| Najlepszy artysta międzynarodowy | Najlepsza artystka międzynarodowa |
| - Eminem - Beck - Moby - Nelly - Bruce Springsteen | - Pink - Missy Elliott - Norah Jones - Alicia Keys - Avril Lavigne |
| Najlepszy zespół międzynarodowy | Najlepszy przełomowy wykonawca międzynarodowy |
| - Red Hot Chili Peppers - Foo Fighters - Nickelback - Röyksopp - The White Stripes                                                                                              | - Norah Jones - Avril Lavigne - Nickelback - Shakira - The White Stripes |
| Najlepszy wykonawca muzyki pop | Najlepszy album międzynarodowy |
| - Blue - Enrique Iglesias (Spain) - Gareth Gates - Pink (Stany Zjednoczone) - Will Young                                                                                        | - Eminem – The Eminem Show - Norah Jones – Come Away with Me - Alicia Keys – Songs in A Minor - Pink – M!ssundaztood - Red Hot Chili Peppers – By the Way                                     |